# Jordhus

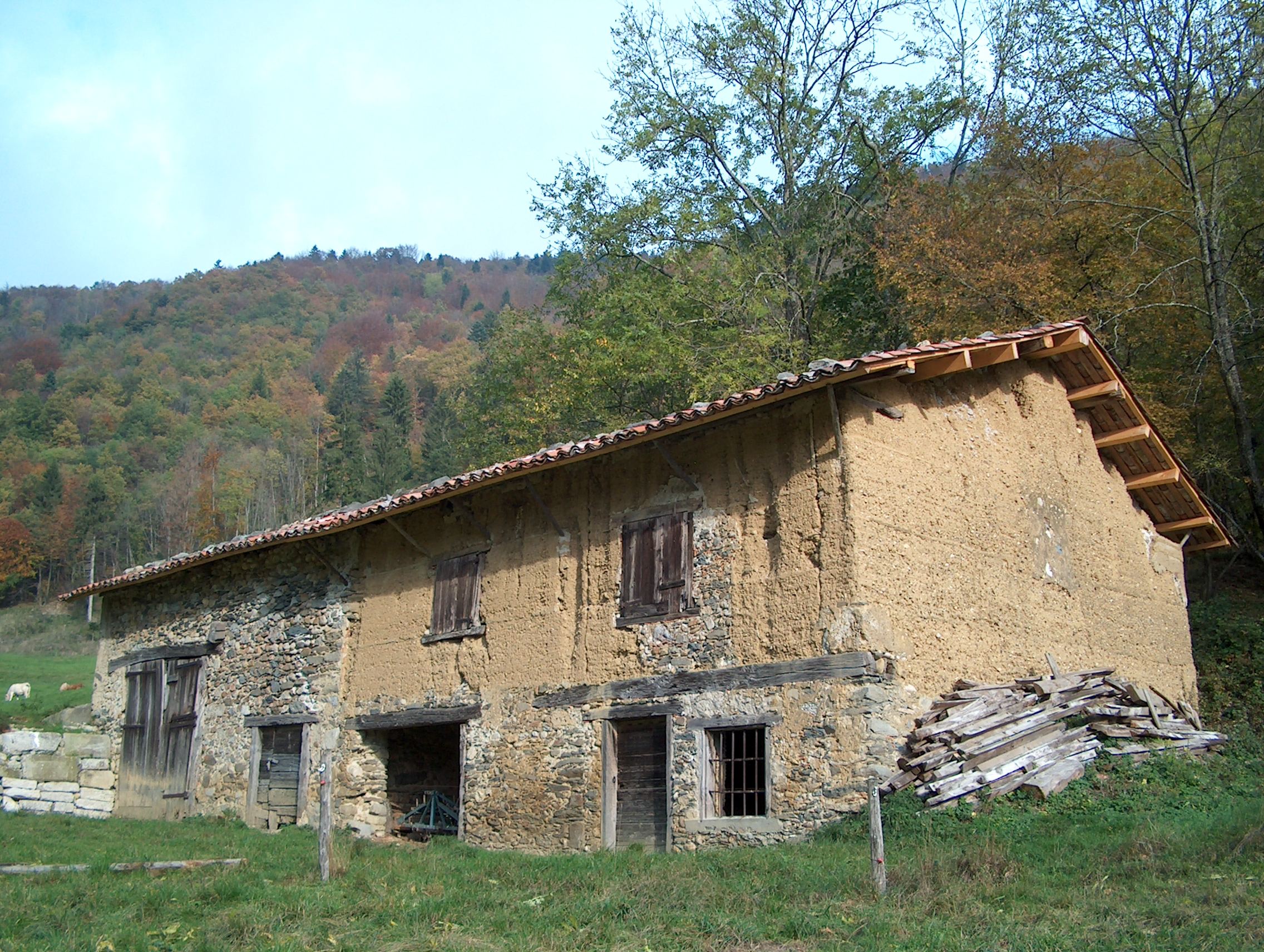
Lada i Frankrike, uppförd i stampteknik

Jordhus (piséhus) är byggnader uppförda med väggar av packad (stampad) jord, eller lerblandad jord. Man skiljer på hus uppförda med kalk som bindemedel (så kallade stöphus) och hus konstruerade med obränt ler som bindemedel. Jordhus, med undantag av de så kallade stöphusen, kan betraktas som hus uppförda med minimal belastning på miljön både vad gäller material- och energiförbrukning.  

## Historik

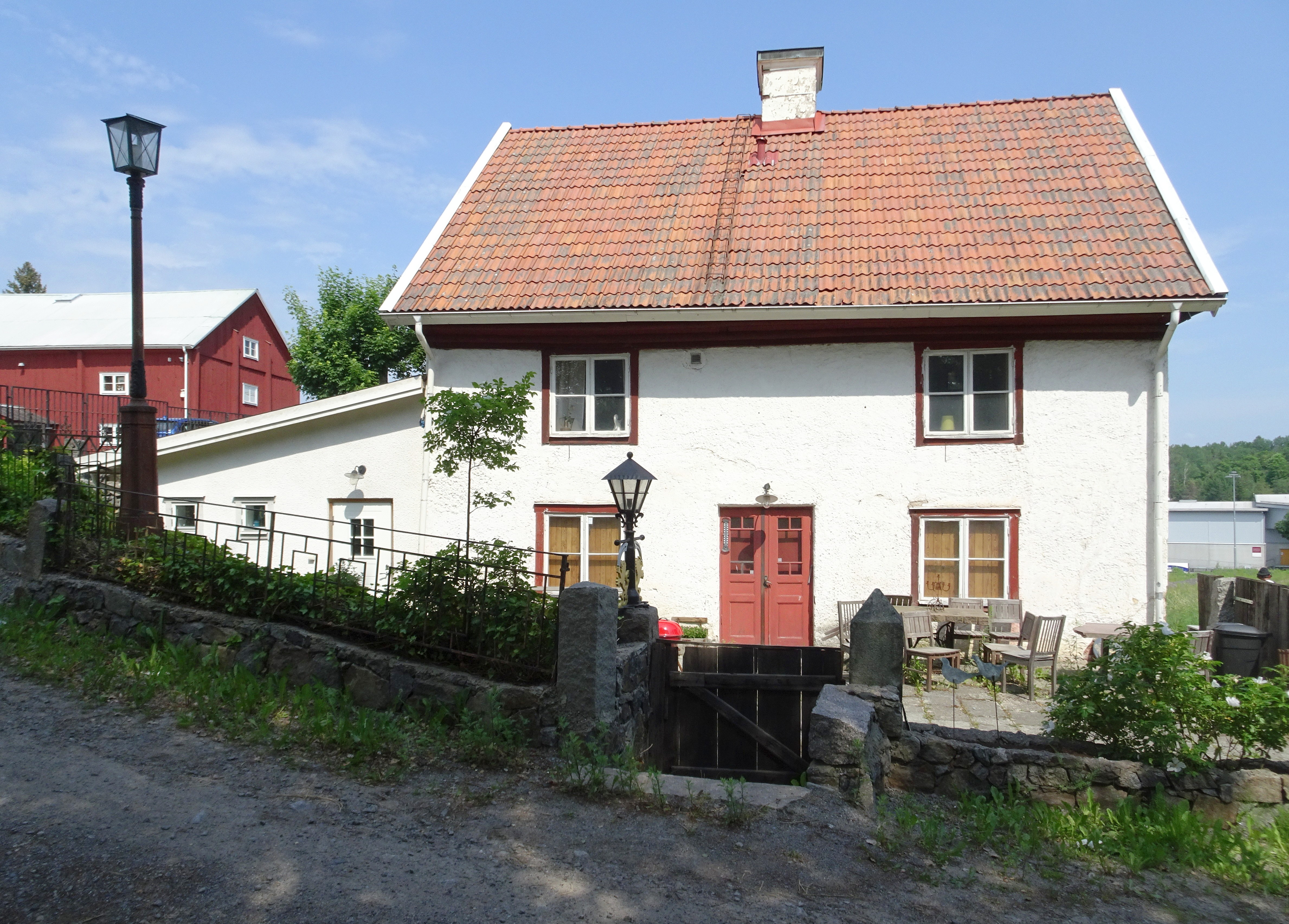
Mjölnarbostaden på Söderby kvarn i Haninge kommun har både ytterväggar och innerväggar i stampteknik.

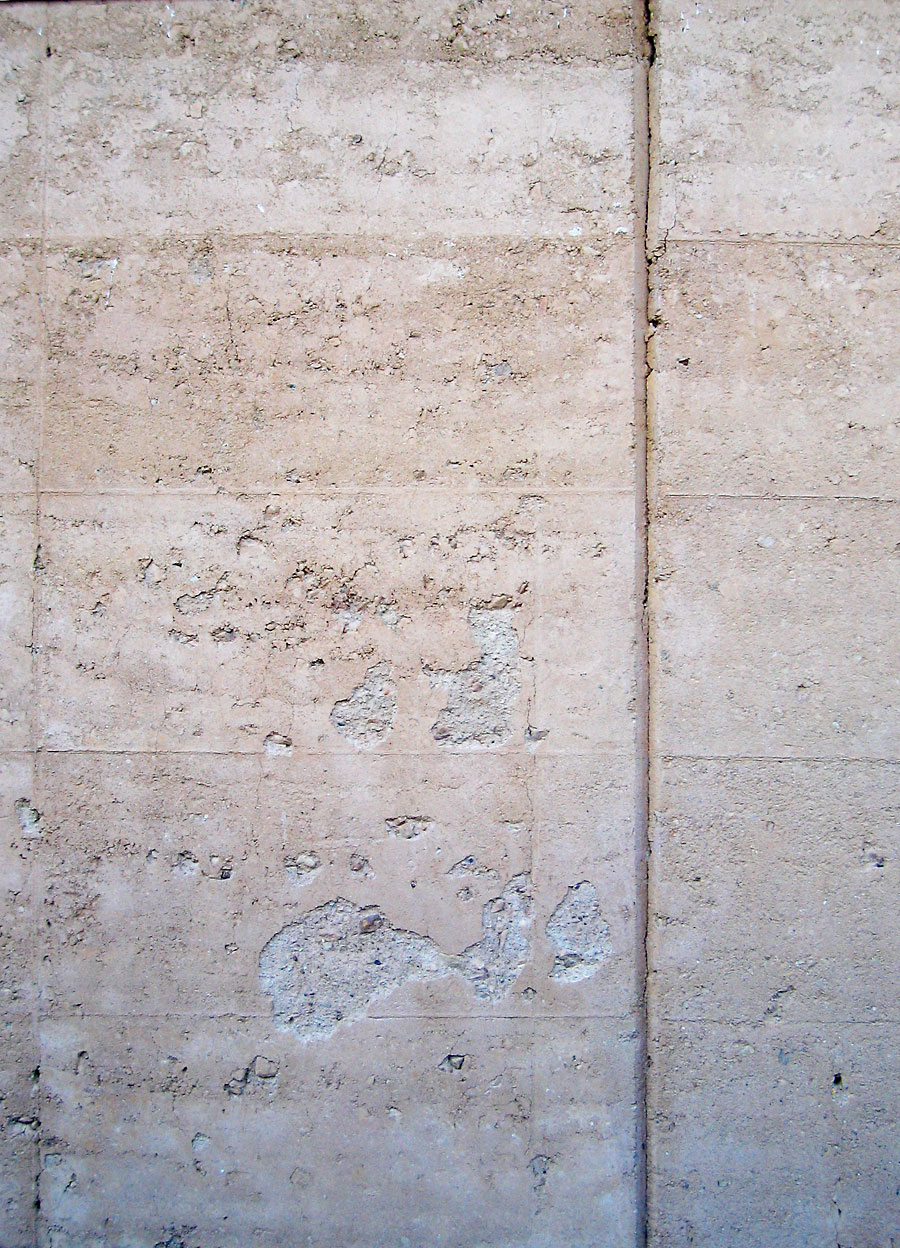
Vägg av stampad jord.

Lerhusbyggnadstekniken introducerades i Sverige på 1780-talet av Rutger Macklean på hans gods Svaneholm. Tekniken hämtades från Tyskland men var ursprungligen fransk. Motivet var främst att minska virkesåtgången vid husbyggnation. 1799 introducerade Georg Adlersparre tekniken på så sitt gods Vik där den ännu bevarade ladugården är Upplands äldsta bevarade lerhus. Samma år beskrev Adlersparre sina lyckades försök med lerhusbyggnader i Läsning i blandade ämnen och en anonym skrift med titeln Underrättelser för allmogen att bygga hus i lerbruk gavs ut. 1801 innehöll även Den Svenska Almanackan en beskrivning av hur man byggde hus med en stomme av lera. 
Efter att en svår brand drabbat Enköping 1799 och flera kvarter avbränts gjordes försök att ersätta delar av bebyggelsen med lerhus. Lerhusbyggnationen i Enköping fortsatte fram till 1810 men upphörde därefter, då byggnaderna drabbades av sättningar på grund av en sanka marken där de byggts. Hovintendenten och arkitekten Gustaf af Sillén influerades av Adlersparres försök vid Vik och gjorde experiment med lerbyggnader, vilka han lät beskriva i Ny journal uti Hushållningen. På sin gård vid Kungsängsgatan i Uppsala lät han uppföra ett skafferi, en portal och en obelisk för att testa teknikens hållfasthet. Vidare uppförde han flera lerbyggnader på sin födelsegård Eka i Lillkyrka socken, bland annat en arbetarbostad och ett fähus. Arbetarbostaden är ännu bevarad som en av Upplands få kvarvarande lerhus. Sillén låg troligen även bakom uppförandet av ett bostadshus i lera på Carl Peter Thunbergs gård Råby.
1814 uppfördes ett bostadshus i lera i Uppsala i hörnet av Sankt Johannesgatan och Sankt Larsgatan. Huset var stadens enda och revs 1959. Vid Dannemora uppfördes flera byggnader i lera liksom på en rad andra platser, men från omkring 1830 uppfördes inga fler hus av stampade jordväggar.
1834 presenterade fabrikör Carl Gustaf Rydin en teknik för att framställa Gjutna kalkbrukshus, stöphus. De första stöphusen uppfördes mellan 1828 och 1832 i Rydins hemstad Borås. Även i Stockholm byggdes tidigt flera gjuthus efter Rydins konstruktion. 1837 uppfördes ett bostadshus med fyra lägenheter och tillhörande fähus. Fram till 1856 uppfördes inte mindre än 158 stöphus vid gruvan. Här Rydin presenterade sin teknik ifrågasattes om det inte fanns någon risk att de ingjutna stolparna skulle ruttna. Rydin betvivlade detta och menade att det inte skulle spela någon roll sedan väggarna väl hårdnat. Det visade sig dock att han hade fel. Stolparna sög upp fukt från murbruket och ruttnade, och följden blev att väggarna sprack. 
Husen hade även rykte om sig att vara kalla och osunda som bostäder. 1876 uppfördes det sista stöphuset efter Rydins modell vid Dannemora. Vid mitten av 1800-talet blev ladugårdar uppförda med en gjuten stomme av kalkbruk och sten mycket populära i hela Sverige. Dessa hade till skillnad från Rydins hus inte några stolpar ingjutna i väggarna.

## Egenskaper
Stamphus kan göras flera våningar höga och behöver inget regelverk för att bära tak och golv om byggnaden uppföres på ett korrekt sätt. På grund av att jord har dålig isolationsförmåga kommer stamphus ofta att ha tjocka väggar om ingen annan isolering används. Väggtjocklekar på 60 cm är tillräckligt för att kunna bära exempelvis ett tak men då krävs isolering. Vid 90 cm väggtjocklek erhålls tillräcklig isolationsförmåga för svenskt klimat, åtminstone i södra Sverige. Stamphus betraktas ofta som hus med mycket gott inomhusklimat. Vid kallt väder lagrar stampshusväggarna mycket värme och på sommaren är det ofta svalt och behagligt.
Största gruppen svenska jordhus finns i halländska Steninge, varav flera är nybyggda 2007.

## Tillverkning
Byggnadens väggar uppförs genom att jord hälles i speciella formar och stampas mycket hårt, med handkraft eller med maskinell hjälp. Formarna flyttas runt om byggnaden och förflyttas successivt uppåt tills väggens fulla höjd erhållits. Dörr- och fönsteröppningar skapas genom att kraftiga brädor placeras i överkanten av öppningarna.